# Ahmad Alhendawi
Ahmad Alhendawi (أحمد الهنداوي) (né le 20 mai 1984) est le directeur régional "Moyen-Orient, Afrique du Nord et Europe de l'Est de l'ONG Save The Children depuis janvier 2025. Il était auparavant le secrétaire général de l'Organisation mondiale du mouvement scout de 2017 à 2024. Auparavant, il a été l'envoyé du secrétaire général pour la Jeunesse de l'Organisation des Nations unies, nommé par le secrétaire général des Nations unies Ban Ki-moon le 17 janvier 2013. 
« Le secrétaire général, dans son plan d'action quinquennal, a identifié le travail avec et pour les femmes et les jeunes comme l'une de ses priorités », avait déclaré un porte-parole de l'ONU dans une note aux médias. « Dans ce contexte, l'Envoyé pour la Jeunesse va travailler à répondre aux besoins de la plus grande génération de jeunes que le monde ait jamais connu. »

## Jeunesse et éducation
Alhendawi est membre d'une fratrie de dix enfants. Il est titulaire d'une maîtrise des Relations internationales et européens supérieures de l'Institut européen des hautes études internationales, d'un diplôme d'« agent des politiques dans les organisations internationales et européennes » de l'université Bilgi d'Istanbul et un diplôme en systèmes informatiques de l'université appliquée d'Al Balqa.